# Monika Sozanská
Monika Sozanská (* 13. března 1983 Bolesławiec, Polsko) je bývalá německá sportovní šermířka polského původu, která se specializovala na šerm kordem. Německo reprezentovala v prvním a druhém desetiletí jednadvacátého století. Na olympijských hrách startovala v roce 2012 v soutěži jednotlivkyň a družstev. V roce 2012 obsadila třetí místo na mistrovství Evropy v soutěži jednotlivkyň. S německým družstvem kordistek vybojovala v roce 2010 druhé místo na mistrovství světa a v roce 2008 druhé místo na mistrovství Evropy.